# Diplazium hammelianum
Diplazium hammelianum är en majbräkenväxtart som beskrevs av Charles Dennis Adams.
Diplazium hammelianum ingår i släktet Diplazium och familjen Athyriaceae. Inga underarter finns listade i Catalogue of Life.